# Ophionotum separatus
Ophionotum separatus är en insektsart som beskrevs av Dlabola 1961. Ophionotum separatus ingår i släktet Ophionotum och familjen dvärgstritar. Inga underarter finns listade i Catalogue of Life.